# 중세 전기의 교육

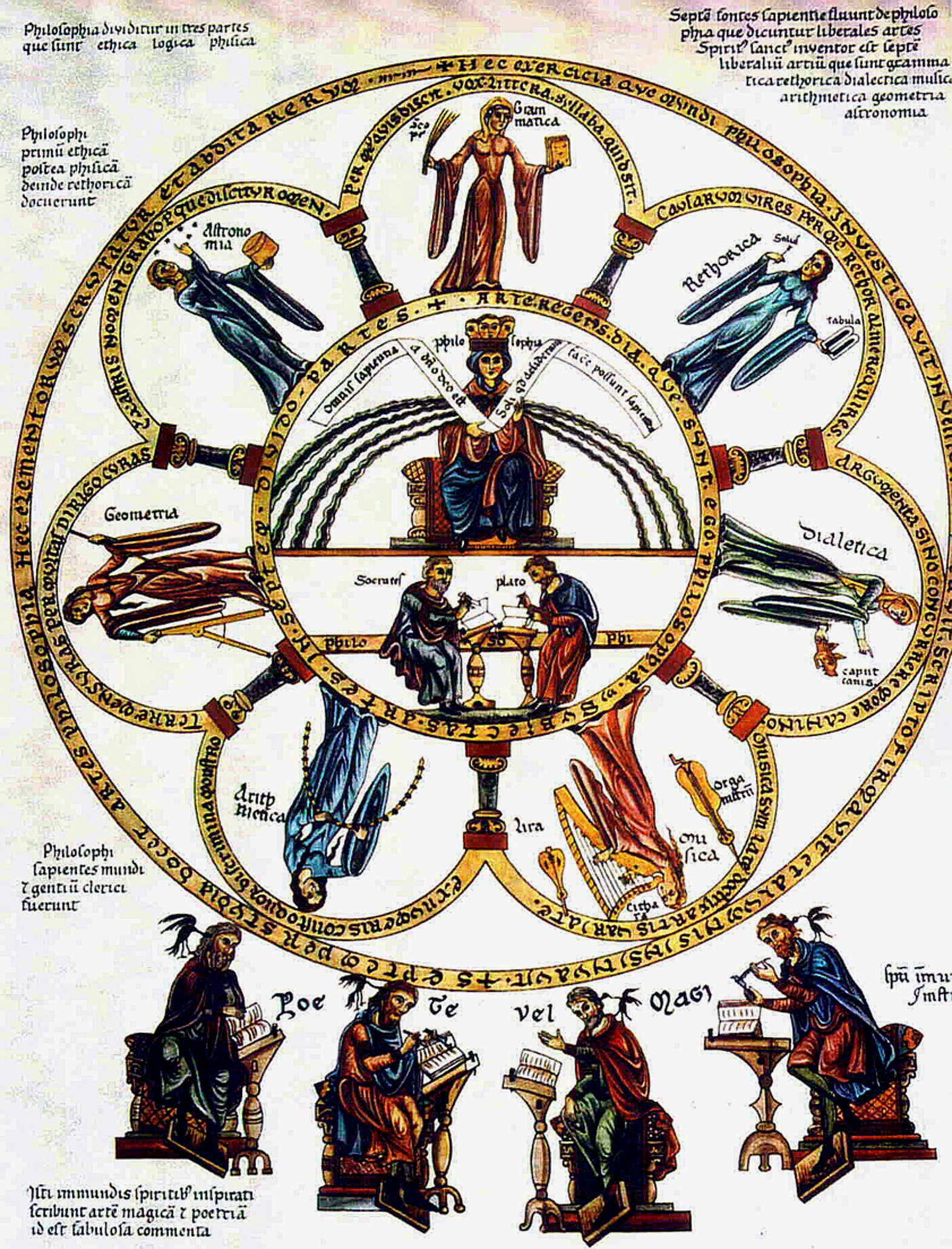
자유학과 중세 전기에 이르러 고대시대부터 전승된 자유학과의 기본적 틀이 완성되었다.

중세 전기의 교육은 5세기 경부터 10~11세기 경까지 서부 유럽에서 있었던 교육활동을 의미한다. 이 시대를 흔히 중세의 암흑시대라고 부르기도 한다. 중세 전기는 북방 민족에 의해 파괴된 교육기반과 이교도적 교육에 대한 반감으로 인해 궤멸상태에 놓여있던 교육을 재건한 시기이다.
중세 전기 초기에는 이교도적 교육에 대한 반감으로 인해 교육진흥이나 재건활동이 거의 일어나지 않았으며, 이러한 경향은 중세 전기 뿐 아니라 중세 후반기까지도 만연해 있었다. 중세전기 대부분의 기간동안 교육은 교회와 성직자의 전유물이었다. 중세 후기 세속 권력이 교육에 참여하긴 했지만, 교회기관의 태두리안에서 교육을 진흥하고자 했을 뿐 세속권력에 의한 교육을 창출하지는 못하였다.
중세 전기에는 파괴된 상태로 방치되어 오던 이전 세대의 성과물을 복원하는 데 총력을 기울였으므로 새로운 학문 분야의 개척이나 학술적 진보는 거의 이루어지지 않았다. 이러한 교육학술적 활동에 지대한 기여를 한 자가 바로 알퀸이다. 그는 7자유교과를 재정립하였으며, 교회와 수도원 중심의 교육활동의 활성화를 가져온 장본인이다.
중세 전기의 교육활동은 중세 후기에 출현하는 중세 대학의 밑바탕이 되었으며, 19세기 중반까지의 서구 세계 교육의 중요한 기반이 되었다.

## 교회 부설학교의 등장과 발전
5세기 북방 게르만 족에 의한 로마 제국의 파괴는 약 2천년간 지중해 지역에서 번성하던 문화의 급속한 쇠퇴를 가져왔다. 게르만 족의 침략 전에 로마 제국 전역에서 문법과 수사학을 가르쳤던 공공학교(Public School)들이 한두 세기가 지나면서 궤멸되었고 이에 따라 교원도 사라지면서 무지의 먹구름이 유럽대륙에 엄습하였다. 그러나 게르만 족은 곧 기독교 교회의 영향 밑에 들어오게 되었다. 모든 것이 붕괴되는 속에서 종교적 신앙만은 이전의 활기를 갖고 있었으며, 기독교라는 종교의 보호 하에 학문의 명맥이 어느정도 유지되었다. 게르만 족의 수준이 향상되면서 기독교의 보호에 의해 보존된 고대문명의 지식을 흡수하였고, 그들의 독창적인 문화에 의해 새로이 발전시켜나갔다.
교회가 국가와 시 당국(Municipal)를 대신하여 교육의 제공자와 향도자의 역할을 하게 되는 데에는 약간 시간이 걸렸다. 한동안 학식과 문화를 숭상하던 계급에서도 교육에 대한 열망이 사라지고 교회 또한 전체적으로 교육에 대한 무관심으로 일관하는 사태가 지속되었다. 그 이전의 문학교육과 수사학교육은 이교적 정신을 따르고 있었으며, 이것이 기독교계에 불러일으킨 심각한 불신은 아직도 상당히 넓은 범위에 걸쳐 여전히 남아 있었다. 그러나 점차 시간이 지나면서 교회는 상황적 압력으로 인해 교육에 관심을 가질 수밖에 없게 되었고, 교회 자체의 문화적 필요로 인하여 결국 체계적인 학교 체계가 조직되어 중세 전기 마지막 부렵에는 로마 제국의 학교제도와 유사한 학교 체계가 확립되게 되었다.
이러한 학교의 성격의 중요한 특징은 교회가 교육의 일을 담당한 것이 교육 그 자체를 좋은 것으로 여겨서가 아니라, 이전의 세속적 학문을 가르치지 않고서는 교회의 사무를 제대로 수행할 수 없기 때문이라는 점이다. 이처럼, 교회가 세속적 학문을 교육한 것은 그것이 그 신도와 성직자의 성서 연구와 종교적 업무 수행에 필요다하고 여겼기 때문이며, 애초부터 보통의 세속적 일상에 필요한 지식을 교수한다는 고려는 전혀 없었다. 이 때문에, 유럽의 곳곳에서 종교적 기관의 도움을 받지 않고 직접 학문을 성취하고, 학문 그 자체를 목적으로 삼아 연마하는 학자들이 등장하였다.
유럽에서 라틴어가 잘 알려져 있지 않은 지역에서는 지배 계급과 비신도들에게 기독교 교리와 교회의 관습을 전파하기 위해 교회와 학교를 함께 설립하는 일이 필수불가결하게 되었다. 이후 이러한 학교들은 국왕의 지원에 의해 로마 제국하의 문법학교와 같은 일반교육을 제공하는 학교로 전환되어 갔다. 이 시기기 국왕들의 이상향은 로마 제국의 황제들이었는데, 그들이 개화되어가면서 로마 제국 황제가 그러했던 것처럼 국민 교육을 통한 국가 번영을 추구하기 시작했다. 이러한 국왕들의 지원에 의해 고대의 학문이 교회 속에서 재창조되었으며, 유럽 대부분의 지역에 있는 교회에 부설학교가 가설되면서 11세기 경에는 체계적인 학교가 조직되기에 이르렀다.
이러한 새 교육은 비록 이전 시기의 이교도적 교육에서 빌어온 것이기는 하지만 교육적 정신은 이전 시기의 것과는 동일하지 않았다. 로마의 학교는 추호의 애매성이 없이 세속적(실용적)인 목적을 갖고 있었다. 그 학교가 배출한 최고의 인물들은 문학과 정통한 인사와 웅변술의 대가로서, 학교에서 교육받은 것들은 그들이 법정[court]에서 자신의 역할을 수행하고 국가와 도시(Municipality)의 공공업무를 수행하는 데 도움이 되었다. 교육의 권위가 공권력에서 교회로 이관되면서 학교의 교과목은 목적이 달라진 만큼 성격도 그에 맞춰 달라졌다. 이제 교육의 목적은 현세가 아닌 내세에서의 도움에 있었다. 지식인의 전형적인 모습은 교양을 갖춘 실무자가 아니라 교육받은 성직자로 인식되었으며, 이러한 인식 때문에 최고의 교육을 받아야 수행할 수 있는 정치사회 분야의 세속적 직업은 성직자가 독점하게 되었다.
교육이 성직자의 전유물로 되어 있는 상태는 고대에서 중세로 넘어오는 과도기에 확립되어 천 년 이상 계속되며, 유럽의 지적 생활에 엄청난 영향을 미쳤다. 학문의 범위가 교회의 이해와 교설에 의하여 설정된 울타리 속으로 크게 줄어들게 되었으며, 기독교의 성립 이후 세속 교육에 대한 ‘의심의 눈길’ 은, 원래 그것과 관련 되어 있었던 이교도적 신앙이 먼 과거의 기억에 불과한 것으로 여겨지게 되면서, 사라지게 되었다. 그러나 교회가 여러 교과목을 포용한 후에도, 교회는 여전히 신앙의 핵심적인 조항에 들어 맞지 않는 느낌을 주는 학문들에 대해 계속하여 터부시했다. 이러한 상황에서 지적 탐구는 수 세기 동안 그 에너지를 고전적 학문의 재발견에, 그리고 그 학문을 교회가 해석한 대로의 기독교 교리에 부합하는 방향으로 체계화하고 재진술하는 데 쏟을 수밖에 없었다.

## 수도원 교육
성직자를 양성하기 위한 교육이 사회의 대중을 대상으로하는 교육으로 발전하기까지의 과정에 대한 사실에 대해 상세히 알려져 있는 바는 없다. 당대 인사가 기록한 문헌이 전무하여 이 시대의 교육에 대한 정보는 이후 세대에서 작성한 연대기 같은 기록물에 의존하여 얻을 수밖에 없다. 하지만 그러한 연대기와 같은 자료들은 사실과 허구가 혼합되어 있고 종교적 믿음에 바탕을 둔 환상으로 꾸며져 있어 사료의 이용에 유의가 필요하다.
중세 초기에 시작된 수도원 운동[monasticism]은 매우 다양한 인품과 자질, 능력을 가진 신실한 자들을 수도원으로 끌여들였다. 이 때문에 각 수도원 운동의 결과와 형식 또한 매우 다양하였다. 일반적으로, 수도원 생활에서의 금욕주의적 정신과 엄격한 규율들로 인해 당시 수도원 교육활동에 큰 영향을 미치지 못한 것으로 여겨진다. 세속을 등져서 구원을 얻고자 한 사람들이 세속의 학문에 관심을 가졌다거나 타인에게 그것을 전수할 의욕을 가졌다는 것은 상상하기 어려운 일이다.
물론 4세기에는 히에로니무스와 같이 모든 것을 버리고 오로지 책과 지식에만 매달리며서 자신의 종교적 임무의 한 부분으로 세속적 지식을 전수하는 데서 만족을 얻는 사람도 있었다. 만약 일반적인 학교에 학문적 열성이 살아 있었다면, 그 문화권에는 반드시 히에로니무스와 같은 생각을 가진 헌신적인 인물들이 적지 않게 있었다고 여겨야 합당하다. 수도원 교육의 일반적인 모습을 고찰하기에 앞서, 히에로니무스와 같은 부류들의 인사들을 살펴보아야 한다.

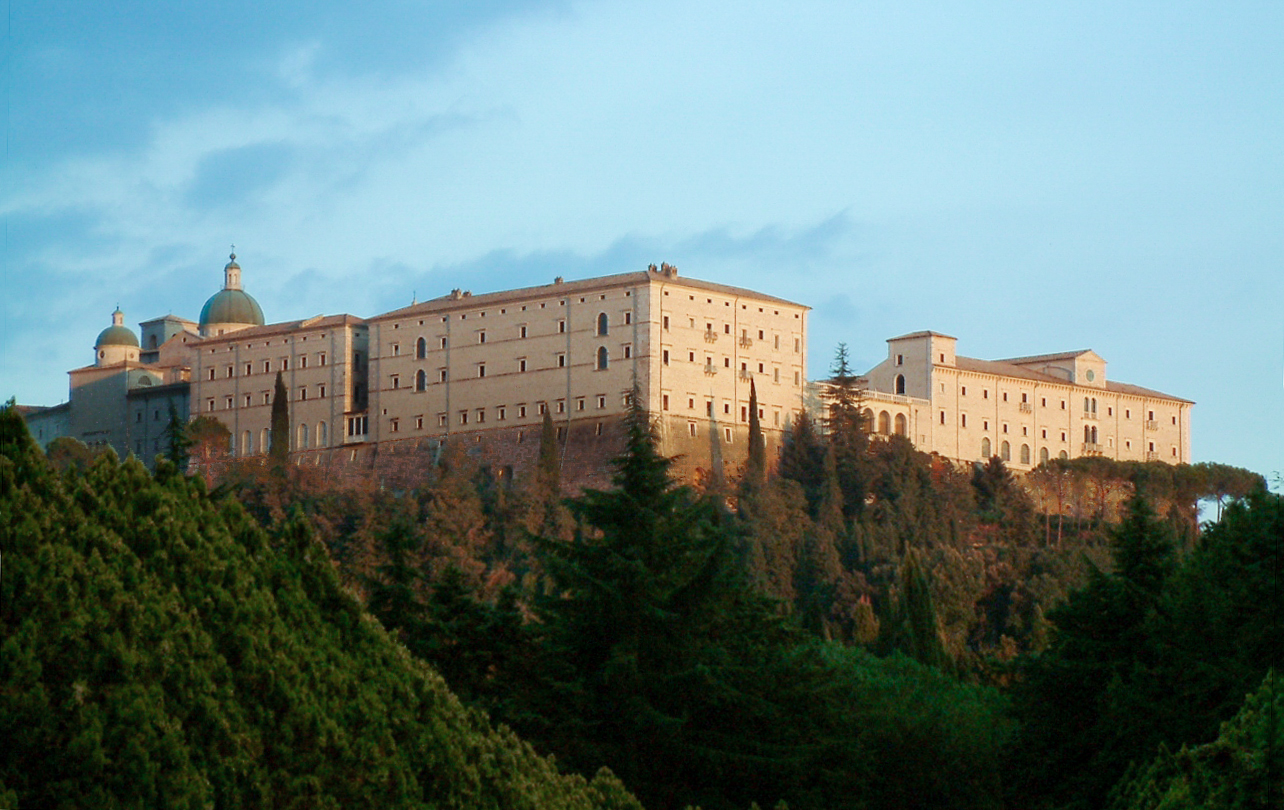
베네닉토가 설립한 몬테 카시노 대수도원의 전경

히에로니무스와 비슷한 생각을 하고 있던 인물로 카시오도루스(Cassiodorus)가 있다. 카시오도루스는 6세기의 이탈리아 출신의 정치인으로 수십년 간 이탈리아를 지배하던 동고트 왕국의 국왕들을 보필하였다. 그가 정계에서 은퇴한 후 로마에 기독교 학교를 설립하고 교사들을 고용하여 종교적 문헌과 자유학과의 교육을 실시할 계획을 세워놓고 있었다. 그의 이 계획은 전쟁의 발발로 무산되었으며, 이후 카시오도루스는 세속에서 벗어나 두 개의 수도원을 설립하였다. 그는 수도원에 들어가 성경의 주석을 쓰고, 수도사들에게 도움을 주기 위하여 《성ㆍ속학 교범(Institutiones divinarum et soecularu lectionum)》이라는 책을 편찬하였다. 이 책의 1부는 종교적 문헌에 대한 내용을, 2부는 자유학과에 대한 내용을 담고 있다. 당시 마르티아누스 카펠라(Martianus Capella)의 학문에 대한 관점과 그의 저서들은 이교도적 분위기를 자아낸다는 이유로 널리 받아들여지지 못하고 있었다. 그러나 카시오도루스의 저서는 지식의 일곱구조를 새롭게 창안하면서 ‘지혜가 그 집을 짓고 일곱 기둥을 다듬었다.’는 성경 구절을 관련시켰다. 이 때부터 7자유교과는 교육의 표준이 되었고 카시오도루스의 저서는 독창성이 결여된 개설서임 에도 불구하고, 표준적 교과서로서 널리 사용되었다.
카시오도루스(Cassiodorus)의 업적이 수도원 운동에서의 학문적 측면을 부각시키는데 다소 도움을 제공하기는 했지만, 6세기 경의 수도원들은 일반적으로 학문에 대해 냉담한 반응을 보였다. 로마 교회에서 이러한 경향을 주도한 사람은 카시오도루스와 동시대 인물인 베네닉토이다. 베넥딕토가 제정한 「베네딕토 규칙(Regula Benedicti)」은 수백년 동안 대다수의 서부 유럽 수도원에서 채택하였다. 베네딕토는 젊은 나이에 다른 사람들처럼 로마에서 교육을 받았으나, 그는 문학교육에서 타락한 인간성을 발견하고 ‘알면서 무지하고 현명하게 무식한’사람이 되기로 결심하였다. 529년 베네덱토는 몬테 카시노(Monte Cassino)에 있었던 아폴로 신전 터에 그의 유명한 '몬테 카시노 대수도원'을 설립하였다.
몬테 카시노 대수도원에서 자유학과를 교육했는지의 여부는 많은 논란이 있다. 그러나 베네닉토가 학문에 대한 경멸을 표방했다는 사실로 미루어 보아 몬테 카시노 대수도원에서 자유학과의 교육이 이루어지지 않았다고 보는 것이 현 학계의 중론이다. 확실한 것은 베네딕토가 제정한 「베네딕토 규칙」에 공부에 대한 어떠한 조항도 없다는 점이다. 이 규칙의 48조는 ‘안일은 영혼의 큰 적이다’인데, 이는 수도사는 육체적 노동을 하거나 성서를 읽으면서 바쁘게 하루를 보내야 한다는 것을 의미하는 것이다. 이를 확실히 이루기 위하여 세칙으로 매일 7시간의 노동과 2시간 이상의 성서 읽기를 두고 있다. 한편 수도사는 자신의 책과 펜을 가지지 못하였다. 이점으로 미루어보아, 최소한 베네딕토 그 자신에게서는 학문이 수도원 체계의 구성요소가 된다거나 젊고 무지한 사람에게 종교 이외의 지식을 전수하는 것이 수도사의 의무라는 생각을 찾아볼 수가 없다.
사실, 베네닉토의 「베네딕토 규칙」을 따르는 수도사의 임무 중에 책 읽는 것이 포함되어 있다는 사실은 수도원이 책을 공급하고 수도사들이 책을 읽고 이해할 수 있어야 함을 전제로 한다. 이러한 점 때문에, 시간이 지나면서 원고를 배끼는 사경(寫經)이 수도원의 중요한 과업으로 부상되고, 수도사가 되기 위해 부모에 의해 희사(喜捨)된 아동들과 초보 수도사들을 교육하는 일을 수도원에서 담당하게 되었다. 이 두 가지 활동이 교육과 관련하여 상당한 의미를 가지는 것이 사실이지만, 그렇다고 하여 수도원이 그 울타리 바깥 사람들에게 교육을 배풀었다고 단정할 수는 없다.
그레고리우스 대교황의 교육 정책을 통해 6~7세기의 수도사들이 종교적 저작 이외의 모든 학문에 대해 어떠한 태도를 취했는지를 알 수 있다. 그레고리우스 대교황은 기독교 역사상 가장 유능한 교황으로 칭송받아 ‘대교황’이라는 칭호를 받은 인물이다. 그는 원로원 가문에서 출생하여 로마의 학교에서 일반교양교육을 받았다. 당대의 저명한 사학자 그레고리우스(Gregory of Tours; 538-594)에 의하면 그레고리우스 대교황은 또래보다 문법과 수사학, 논리학에서 불세출의 능력을 보였다. 사학자 그레고리우스는 그레고리우스 대교황이 처음에는 정치적인 분야에서 전도유망한 출발을 내어디뎠지만, 신앙의 삶을 살기 위해 정치인으로의 길을 포기하고 수도사가 되었다. 그러나 그는 당시 교황에 의해 수도원을 나와 세속에서의 성직자가 되었다. 그러나 그가 성직자와 교황 직무에 복무하는 동안 그의 마음가짐은 수도사의 것과 같았으며, 교육과 삶에 대한 그의 견해 또한 수도사적 사고에 바탕을 두고 있었다.
그레고리우스 대교황의 성가학교(Song Cantorum) 설립은 당대 교육에 큰 기여를 한 것은 사실이다. 이 학교는 학생들에게 노래와 초보 라틴어, 글 읽기를 교육하여 교회의 성가대원을 양성하는 학교였다. 하지만 그레고리우스 대교황은 중등 이상 수준의 교육에 대해서는 무관심하였다. 그가 쓴 《모랄리아》 서문으로 실려있는 긴 편지의 마지막 부분에서 고급 문학 교육에 대한 경멸을 솔직하게 토로하는 구절에서 그레고리우스의 그러한 생각을 읽을 수 있다.
| “ | 나는 야만인이 되지 않으려고 기를 쓰지 않는다. 나는 내 뜻을 굽혀가면서 전치사의 위치라든가 어형번화의 강세 따위에 주의를 기울이지 않는다. 나는 하늘의 계시를 전달하는 단어가 도나투스의 문법 규칙에 따라야 한다는 생각에 참을 수 없는 분노를 느낀다. | ” |

교황청 산하에 고등교육을 제공하는 학교를 설립하겨는 움직임이 일어났을 때 이에 대한 그레고리우스 대교황의 반응도 위와 같은 정신을 보인다. 그의 반응은 당시 비엔나 주교였던 데시데리우스에게 보낸 편지에 잘 나타나있다.
| “ | 그대 교회의 형제들이 사람들에게 문법을 가르치고 있다는 보고를 접했을 때 우리는 수치와 모욕을 금할 수 없었습니다. 우리를 더욱 슬프게 하는 것은, 그것 때문에 우리는 한탄스럽게도 그대에 대한 우리의 의견을 바꿀 수밖에 없다는 점입니다. 한 입으로 그리스도를 찬양하는 노래와 주피터를 찬양하는 노래를 동시에 할 수 없습니다. 생각해 보십시오. 주교의 몸으로 신앙심 깊은 평신도조차 입에 담을 수 없는 말을 하다니 얼마나 수치스러운 일이겠습니까? 지금이라도 당장, 우리의 귀에 들어온 보고가 사실이 아니요, 그대가 세속적 학문의 허영에 몸을 바치고 있지 않다는 것을 명백히 입장된다면, 우리는 불경스럽게도 파렴치한 인간들을 찬양하는 더러움에 물들지 않도록 그대의 마음을 지켜준 하나님께 감사를 드릴 것입니다. | ” |

여러 정황들로 미루어볼 때 이 시기의 수도원에 무지와 편견이 만연해 있었다는 것은 의심할 여지가 없다. 8세기 말에 이르도록 교황의 관할 하에 있는 곳에서는 오직 하나의 예외를 제외하고는 종교 이외의 분야에서 높은 수준의 학문적 발전이 있었다는 증거를 찾아볼 수가 없다. 하나의 예외적인 경우는, 아리우스의 논쟁으로 인해 지적 활동이 활발히 지속되고 있던 스페인의 경우이다. 이 논쟁에서 정치적인 견해를 가장 훌륭하게 펼친 사람은 세비야의 주교이며 당대 가장 학식있는 인사로 평가받던 이시도레(Isidore of Seville)였다.
이시도레(Isidore of Seville)는 세속적 학문의 가치에 대하여 그레고리우스 대교황의 견해와 비슷한 입장을 취했다. 자신의 교구 내의 수도사들에게 부과한 ‘규칙’에서 이시도레는 이교도의 책을 읽는 것을 금지하였고 그렇게 함으로써 수도원에서 모든 고전 작가의 작품을 추방하였다. 이시도레는 사랑을 주제로 시를 쓴 시인을 언급하면서 ‘악령에게 제사지내는 대는 꼭 향을 피워야 하는 것이 아니다. 악령이 하는 말에 곧바로 귀를 기울이는 것도 그에게 제사지내는 것과 같다.’라고 말하였다. 그러나 이시도레가 수도사들이 성서나 교부들의 저작 이외에는 어떠한 지식도 가져서는 안 된다고 여겼지만, 한편으로는 세속적 문학에 대해 아는 것이 폐단을 가져올지라도 그릇된 교설로부터 교회를 보호하기 위해 필요하다고 생각하였다.
이시도레(Isidore of Seville)는 ‘이단보다는 차라리 문법이 더 건전하다.’라고 말하였다. 수도사는 무지해도 좋지만, 대중 사이에 퍼져있는 그릇된 믿음을 다루어야 하는 성직자는 그렇지 않다는 것이다. 성직자의 교육용으로, 또 학생들이 원전을 직접 읽지 않고도 ‘위험한’ 지식에 접할 수 있도록 하려의 취지에서, 이시도레는 이교도 작가와 기독교 작가를 통틀어 수많은 작가들의 작품을 《기원(Etymologies)》이라는 20권짜리 백과사전으로 요약 편찬하였다. 처음 세 권은 7자유교과의 내용을 다루며, 그 중 문법에 대한 것은 한 권 전체를 차지한다. 넷째 권부터 의학과 도서관 문제 등을 비롯한 세속적, 종교적 경험의 모든 측면을 다양한 주제로 다루어 나가다가 마지막 20째 권은 육류와 음료, 공구와 가구를 다루면서 끝을 맺는다. 이 책의 내용은 오늘날의 관점에서 보자면 한심하기 그지없는 것이다. 예컨대 천문학에 대한 부분에는 ‘태양은 달보다 크고, 지구보다 크다’는 말이 기술되어있다. 이것은 이 책에 기술된 ‘과학’이라는 것이 얼마나 막연한 것인가를 보여 주는 전형적인 사례이다.

## 아일랜드의 교육
6~8세기 경에 이르기까지 대륙에서의 수도원이 무지의 늪에서 벗어나지 못하고 교육에 무관심하고 있을 때, 아일랜드의 수도원에서는 굉장한 수준으로 학문의 부흥이 일어났고 이로 인해 아일랜드는 동시대 유럽에서 가장 수준이 높은 교육을 갖고 있었다. 아일랜드에서 교육이 부흥된 이유에 대해서는 구체적으로 알려져 있는 바가 거의 없다. 4세기 경 아일랜드에 잉글랜드와 갈리아 지방에서 온 선교사들에 의해 기독교가 정착되게 되었다. 이후 두 세기 동안 튜턴족이 잉글랜드와 갈리아 지방의 로마 문명을 파괴하는 동안, 아일랜드 교회는 바깥 세계와 단절되어 원래의 기독교 교단과 다른 조직과 신학이론을 자유롭게 발달시켜나갔다. 이러한 단절로, 대륙에서의 교회 통치 조직과 다른 조직이 구성되었다. 대륙에서는 교황의 직속 주교들이 각각의 교구를 통치했지만, 아일랜드에서는 곳곳에 퍼져있는 수도원의 수도사들이 성직자의 역할과 수도사의 역할을 겸하면서 교회 통치 사무를 담당했다.
대륙 교회와 아일랜드 교회의 차이는 단순한 의식과 기관 조직의 차이가 아니었다. 두 교회는 정신면에서 큰 차이를 보이고 있었다. 아일랜드의 기독교는 토속적으로 전해지던 드루이드 교의 영향을 받으며 형성되었는데, 이 과정에서 드루이드 교인들의 학문적 영향을 많이 받았다. 카이사르는 그가 통치하던 당시의 갈리아 지방에는 드루이드 교인 교원에 의하여 높은 수준의 학문이 전수되는 학교가 여러 개 있으며 이 학교에 수많은 귀족청년 들이 재학하고 있다고 말한 바 있다. 이것으로 미루어보아, 아일랜드에도 이와 비슷한 교육활동이 나타났음을 추론해 볼 수 있다.
원시적 토속신앙에서 기독교가 주신앙으로 자리를 잡아가면서도 이러한 아일랜드의 교육적 특색은 그대로 남아 있었다. 성직자가 아닌 일반 교사들이 교육하는 세속적 학교가 교회의 학교와 병존하였고, 드루이드 교를 대체하여 종교적 길잡이가 된 수도사들이 드루이드 교의 문화적 관심과 교육사업을 그대로 계승해 수행하였다. 고대의 학문이 지속되었다는 것을 보여주는 사례로, 7세기 아일랜드의 투암 드레카인(Tuam-Drecain; Tomregan; Túaim Dreccon) 지역에는 세 종류의 학교가 있었다는 점이 있다. 이 지역에는 라틴어와 기독교 문헌을 교육하는 학교, 아일랜드의 법률을 교육하는 학교, 아일랜드의 문학을 교육하는 학교가 있었다. 또 다른 사례로, 아일랜드의 여기저기에 수도원 부설 학교가 있어서 아일랜드 인은 물론이요 영국 전체와 대륙에서도 상당히 많은 학생들이 모여 들었다는 점이 있다. 현전하는 문헌에 의하면, 성 피넨(St. Finnen) 신부, 성 브렌던(St. Brendan) 신부, 성 콤볼(St. Comball) 신부가 있는 클로나드(Clonard), 클론퍼트(Clonfert), 뱅거(Bangor)의 수도원에는 각각 3천명의 학생이 다니고 있었다. 이 믿을 수 없는 수치는, 방고르 수도원 부설학교가 7개 구획으로 구분되어 있어서 각 구획에 300~400명 이상의 학생이 재학하고 있다는, 가경자 비드의 기록에 의하면 충분히 납득될 수 있는 것이다. 이와 같이 대규모 학교 이외에도 글라스네빈(Glasnevin)에 있는 성 고비(St. Govi) 수도원과 같이 재학생이 50명 미만의 소규모 학교들도 많이 있었다.
아일랜드의 수도원학교에서 전수된 학문이 어떤 형태를 띠고 있었는지에 대해서는 정확하게 알려져 있지 않다. 신학이 교육에서 가장 큰 비중을 차지하고 있었던 것으로 보인다. 그러나 이 점을 인정한다고 하더라도, 아일랜드의 학교는 대륙의 수도원 학교에 비해 몇 가지 중요한 차이점을 보였다.
먼저, 아일랜드의 학교는 기독교 교단에 속한 사람들만을 대상으로 교육을 제공한 것이 아니라, 이전의 드루이드 교들이 한 것과 같이 비신도들에게도 교육을 제공하였다. 이점에 대해 가경자 비드는 자신의 저서인 《Historia ecclesiastica gentis Anglorum (교회사)》를 통하여 놀라운 증언을 하고 있다. 가경자 비드는 664년에 영국과 아일랜드를 휩쓴 대역병에 대하여 언급하면서 아래와 같이 기술하고 있다.
| “ | 이 당시 아일랜드에는 영국 혈통을 가진 다수의 귀족들과 천민들이 영국을 떠나 아일랜드로 건너와서 성서를 공부하거나 금욕적인 생활을 하고 있었다. 머지않아 그 사람들 중의 일부는 수도원에 들어가 그곳에서 정신적 단련에 스스로를 묶기도 하고, 또 일부는 자유롭게 여기저기 거주지를 바꾸면서 훌륭한 선생을 찾고자 하여 공부에서 낙을 찾는 쪽을 택하였다. 아일랜드 사람들은 어느 쪽인가를 가리지 않고 기꺼이 받아들여서, 그들에게 무료로 나날의 음식을 제공하고 읽을 책을 주고 무상으로 교육하였다. | ” |

또한, 아일랜드의 학자들은 일찍이 고전에 지대한 관심을 갖고 있었다. 대륙의 교회가 그리스 문학에 대하여 무지하고 로마 문학에 대하여 불신을 갖고 있었을 때, 아일랜드의 수도사들은 그리스와 로마 문학을 심화적으로 연구하였다. 대륙의 기독교도들이 혹시 고전에 담겨 있을지도 모를 이교도 정신을 두려워하는 동안 아일랜드인들은 고전 그 자체의 문학적 가치를 발견해 나가고 있었던 것이다. 6세기 말경에 아일랜드에서 갈리아 지방으로 건너온 선교사들은 그 당시의 그 누구보다도 문학에 능통하고 훨씬 더 순수하고 훌륭한 라틴어 문장을 쓸 수 있었으며, 이후 2개 세기동안 아일랜드의 후세들은 고전학자로서 큰 명성을 누렸다. 영국의 고명한 서양고전학자 센디스(John Edwin Sandys)는 자신의 저서 《History of Classical Scholarship》에서 당시 아일랜드의 상황에 대하여 아래와 같이 기술하고 있다.
| “ | 서구에서는 거의 자취를 감춘 그리스에 대한 지식이 아일랜드의 학교에서는 널리 보급되어 있어서, 누군가가 그리스어를 알았다면 사람들은 그가 틀림없이 아일랜드 출신이라고 생각했을 정도이다. | ” |

아일랜드 수도원의 대륙 수도원과의 또 다른 차이점은 로마 교회의 성직자들이 라틴어에만 관심을 가졌던 데 비해, 아일랜드 인들은 라틴어를 포함하여 자국어와 자국문학에 지대한 관심을 가졌다는 것이다. 성 콜롬바(St. Columba)에 대한 일화가 그러한 차이점을 잘 나타내준다. 성 콜롬바가 수도원장으로 있는 이오나 수도원(Iona Abbey)에 한 아일랜드 시인이 왔다가 설교를 듣고는 곧바로 나갔다고 한다. 이에 수도사들이 성 콜롬바에게 ‘저런 사람이면 아름다운 아일랜드 노래를 잘 부를 수 있을 텐데, 어찌하여 그 사람더러 그 곡조에 시를 붙여서 찬송을 좀 해줄 수 없겠느냐고 부탁하지 않으셨습니까?’라며 질의하자, 성 콜롬바가 신앙이 돈독한 성직자이기는 했지만, 그는 그러한 수도사들의 요청에 분노하는 기색이 없이, ‘내가 그런 부탁을 하지 않은 것은, 수도원에서 나가자마자 그의 적에게 죽음을 당한 그 불쌍한 사람에게 기쁨의 노래를 불러달라기가 너무 잔인하다고 생각했기 때문이오.’라고 답변하였다. 성 콜롬바가 갖고 있던 이러한 아일랜드 문화에 대한 관용적인 태도는 그 당시 아일랜드의 수도원이 일반적으로 갖고 있었던 태도였다. 당대 아일랜드의 수도원이 일반적으로 가지고 있었던 경향이었다.

## 주교학교에 의한 교육진흥

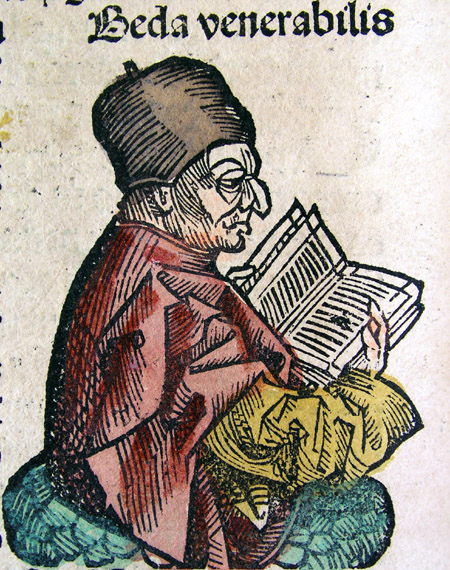
책을 저술하고 있는 가경자 비드 가경자 비드의 방대한 교회 문헌을 통해 중세 전기의 교회 교육활동에 대해 살펴볼 수 있다. 그의 대표적인 저서로 《교회사(Historia ecclesiastica gentis Anglorum)》가 있다.

중세 전기 아일랜드에서의 교육 활동은 매우 훌륭한 것이었지만, 유럽 대륙 전체적인 측면에서 규모가 미미한 것이었으며, 종교적 특색이 대륙의 종교와 상이하여 유럽 교육 전체에 큰 영향을 미치지는 못하였다. 이러한 상황에서 고대 로마의 학교의 진정한 계승자는 아일랜드의 학교나 로마 교회 부설학교와 같은 수도사들의 학교가 아니라 주교들의 학교였다. 일찍이 3세기부터 성직자의 훈련을 위한 주교의 학교가 있었지만, 문법과 수사학을 교육하는 공공학교[public school]가 존재했던 그 당시로서 주교학교[episcopal school; Bishop's School; the School of Bishop]에서의 교육은 주로 신학과 교회운영과 관계된 내용을 바탕으로 이루어졌다.
그러나 공공학교들이 소멸하기 시작하자 주교학교는 교육의 범위를 넓혀 보다 일반적인 교육에 관련되는 내용을 포함시키게 되었다. 물론, 처음에는 이와 같이 교육의 범위를 넓히는 것에 대하여 이전 시기의 문학교육에 대한 편견이 가시지 않은 사람들과 성직자들을 무지의 상태에서 방치하는 것보다 그들을 교육시키는 것이 더 위험하다는 주장을 펼치는 인사들은 주교학교의 그러한 변화에 대해 격렬히 반대하였다. 그레고리우스 대교황이 비엔나 주교였던 데시데리우스에게 보낸 편지는 아마 주교학교에서 신학뿐만 아니라 문법까지 가르치려는 최초의 시도에 대한 항의에 해당한다고 볼 수 있을 것이다. 그 편지에서 그레고리우스 대교황이 주교 산하의 기관에서 문법을 가르친다고 분개할 때, 불특정 다수를 의미하는 ‘사람들에게’라는 표현을 사용하고 있는데, 이는 일반인들도 주교학교의 교육의 수혜자였음을 의미한다.
주교학교가 본격적으로 등장한 것은 잉글랜드에서 이었을 것으로 추정된다. 현재 기록으로 확인 가능한 최초의 주교학교는 잉글랜드에서 설립된 것이며, 기이하게도 그 설립에 그레고리우스 대교황의 영향이 미치었다. 가경자 비드의 저서 《교회사》에 최초의 주교학교 설립에 대한 내용이 나와 있다.
| “ | 그 당시(631년), 이스트앵글리아 왕국의 왕은 지게베르트 3세였다. 그는 선량하고 신앙심이 깊은 인물로서, 얼마 전 망명지인 갈리아 지방에서 세례를 받았다. 고국에 돌아와 왕의 자리를 되찾는 즉시, 그는 자신이 본 갈리아 지방의 잘 정비된 교육 체제를 모방하고자, 소년들에게 문법을 가르치는 학교를 설립하였다. 이 일을 하는 과정에서 그는 펠릭스(Felix) 주교의 도움을 받았는데, 이 주교는 켄트에서 캔터베리의 방식을 몸에 익힌 여러 명의 의전관과 교원을 데리과 왔다. | ” |

가경자 비드의 기술에는 던위치(Dunwich)에 있는 이스트앵글리아 왕국의 학교가 언급되어 있을 뿐 아니라, 그 학교에 교원을 보낼 수 있을 정도로 오래된, 캔터베리에 있는 학교도 언급되어 있다. 이 캔터베리의 학교의 설립 시기는 펠릭스 주교가 언급되어 있는 것으로 보아 쉽게 알 수 있다. 펠릭스 주교는 부르고뉴 출신으로 그레고리우스 대교황가 영국에 선교사로 파견한 수도사인 아우구스티누스에 의하여 주교로 임명된 인물이다. 이 점으로 보아 이스트앵글리아 왕국의 그 학교는 수도사 아우구스티누스의 선교 사업의 일환으로 설립되었다고 볼 수 있으며, 그것은 거기에 교회가 세워진 것과 같은 시기인 600년 경이라고 보아도 별 무리가 없을 것이다.
그러나 이스트앵글리아 왕국의 학교를 수도사 아우구스티누스와 연결 짓는 데는 두 가지 문제점이 있다. 먼저, 명백히 일반인들이 다닐 학교에 수도사가 파견된 경위가 모호하고, 다음으로, 그레고리우스 대교황에 의하여 영국에 파견된 선교사가 교회부설로 문법학교를 세워 문법을 가르치는 불경스러운 일을 저질러가며 교황의 뜻에 정면으로 역행한다는 것이 있을 법한 일인가 하는 것이다. 첫 번째 의문점에 대해서는, 아우구스티누스 자신이 수도사이지만, 교회는 수도원의 규칙이 아닌 일반 교회의 규칙을 따랐기 때문이라고 해명할 수 있을지 모른다. 두 번째 의문점에 대해서는, 캔터베리 학교는 완전한 문법학교가 아니라 교회의 종교적 의식을 이해하는 데 필요한 지식을 교수하는 학교였다고 보면 간단히 해명할 수 있을지도 모른다. 그러나 그 이후의 학교들이 이스트앵글리아 왕국의 학교와 같은 동일한 종류의 학교였다는 점에 비추어 볼 때 그러한 해명은 타당하지 않다. 그리고 당시에 필요한 학교는 문법학교였다. 그러한 문법학교는 이후 성직자가 될 사람만을 위한 학교가 아니라, 부유한 영국인들의 자녀를 위해 요구되었던 것이다. 왜냐하면, 당시의 영국인들은 교회의 모든 종교적 행사에 사용되는 라틴어에 대해 완전히 무지한 상태에 있었기 때문이다. 이에 대해 고명한 서양사학자인 리치박사(A. F. Leach Ph.D)는 다음과 같이 언급하였다.
| “ | 영국에 오는 선교사들은 한 손에 라틴어 예배서와 또 한 손에 라틴어 문법책을 가지고 오지 않으면 안 되었다. 영국 출신 신부들에게 예배에 사용되는 언어인 라틴어를 가르쳐야 했으며, 개종자 중에서 적어도 상류 계급에게는 종교의 기본적인 요소를 알리기 위한 기초로서 문법의 기초적 사항을 가르쳐야 했기 때문이다. 그리하여 문법학교는 이론상, 또 대체로는 사실상으로도, 교회의 대기실, 또는 현관에 필요불가결하게 되었다. 그러나 아우구스티누스가 왔을 때에도 교회도 문법학교도 없었기 때문에 그는 두 가지를 새로 만들지 아니하면 아니되었다. | ” |

이 시기에 수도사 아우구스티누스가 문법학교를 설립할 때 이탈리아에 쇠퇴해 가고 있던 로마의 형식을 갖춘 문법학교를 참조하였다.
한편, 가경자 비드의 저서 《교회사》에 따르면 캔터베리에는 문법학교뿐만 아니라 성가학교도 있었다.
| “ | 평화가 다시 찾아오고 신도들의 수도 증가했을 때, 제임스 부제는 로마와 캔터베리의 방식을 따라 자신의 뛰어난 솜씨인 교회 성가를 많은 사람들에게 가르쳐 주었다. | ” |

이러한 사항들로 미루어보아, 중세 교육의 일반적인 특징은 큰 교회에 부설문법학교와 부설성가학교가 있었던 점이며, 7세기 초에 캔터베리에 있었던 학교들은 중세시기 최초의 학교임이 분명하다.
영국에서 학교가 설립되기 시작했던 것과 유사한 추진력은 그와 동일한 시기에 다른 지역에서도 작용하였다. 지게베르트 3세가 갈리아의 학교를 찬양했다는 사실에서도 그러한 사실을 짐작할 수 있다. 그러나 이 시기 그 밖의 상황을 기록한 자료가 거의 전무하여 교회가 성직자를 위한 교육을 점차 일반 사회로 확장해 나간 경위를 정확하게 추적하는 것은 불가능하다. 다만, 오늘날 확실히 해 둘 수 있는 것은 중세 시기 유럽의 여러 지역은 교육의 진보 정도에 차이가 있었고, 또 교육의 형태도 지역마다 각각 달랐으리라는 점이다.
중세 전기 유럽은 정세가 불안정하고 기독교적 학문과 이교도적 학문 사이의 갈등으로 인한 대립이 계속되고 있었다. 이러한 상황적 여건은 순조로운 교육활동에 방해가 되고 교육발전을 지연시켰다고 하는 데에는 의심의 여지가 없다. 이러한 혼란기에 교육에 종사하는 일을 성직자의 임무로 선언한 것은 당시 야만인의 침략을 겪지 않은 동부 교회였다. 680년 콘스탄티노폴리스에서 열린 제3차 콘스탄티노폴리스 공의회[Third Council of Constantinople 또는 Sixth Ecumenical Council]에서 채택된 것으로 잘못 알려져 있는 여러 개의 교회법률 중 두 가지는 교회법 체계에서 교육에 대한 사항을 명시한 가장 오래된 규정으로 주목할 만한 것으로 여겨지고 있다.
그 규정 중 첫 번째 것은 ‘성자의 교회(주교가 직접 관장하는 교회)’와 수도원의 부설된 학교들에 관련되는 것으로, 여기에는 사제가 그의 조카나 그 밖의 친척을 이 학교에 보내고 싶으면 마음대로 보낼 수 있다는 것이 규정되어 있다. 그리고 두 번째 것은 농촌이나 도시에 있는 사제들에게 지시한 문건인데, 어떤 부모가 그 사제에게 자녀를 맡기고자 한다면, 그 자녀를 받아 문법을 교육할 수 있는 학교를 경영하며, 부모가 자발적으로 학교에 기탁하는 것 이외의 수업료나 운영기금을 징수하거나 어떠한 형태의 보상을 받아서는 안 된다고 명시하고 있다.
위의 법규들은 약 한세기 후인 797년에 가서 오를레앙의 주교인 테오덜프(Theodulf of Orléans)에 의해 상세화되었으며, 이러한 개정 이후 여러 공의회에서 교회가 초등교육기관과 문법학교를 운영하고 유지할 의무를 진다는 것이 완전히 확정되게 되었다. 특히, 826년에 열린 에우제니오 교황 주관의 총공회[General Council]에서는 다음과 같은 점을 명시하였다.
| “ | 주교의 관할 구역과 그 밖의 필요한 곳에 문법과 자유학과를 충실히 교육할 ‘선생과 박사(masters and doctors)’를 임명하는데 신중과 근면을 대하여야 할 것이다. 왜냐하면 그 교과야말로 신의 명령을 분명하게 설명해주는 모든 내용을 담고 있기 때문이다. | ” |

그러한 법령들과 위의 결정이 나온 사실은 교회부설학교가 존재했다는 점을 의미한다. 사실, 이러한 법령들은 새로운 체제를 창출해내는 것이 아니라 이미 존재하고 있던 체제들을 개선하고 확대하는 데 목적이 있었던 것이다. 8세기 말엽에는 이미 모든 대성당(Cathedral)과 그 산하의 교회에는 문법학교와 성가학교가 부설되어 있었다. 이 교회부설성가학교는 종래와 같이 성가대원을 양성하는 전문기술학교로서의 학교가 아니라 초등교육을 겸하는 학교였다. 교회부설문법학교 또한 그 종래와 같은 신학공부를 위한 예비 학교가 아니라 이후 성직에 들어갈 자와 그 이외의 전문직에 종사할 자들이 함께 일반교육을 받는 학교였다. 규모가 작은 교회 중에는 별도의 교원을 두지 아니하고 사제가 교원의 역할을 겸하는 곳이 종종 있기도 하였다.
이처럼 교회부설학교들의 기능이 확대되어가면서 교회와 학교 조직에 상당한 변화가 따르게 되었다. 초기에는 주교가 교원을 점하였다. 668년 캔터베리 관구의 대주교로 임명된 타르수스의 테오도르(Theodore of Tarsus)는 그의 동료인 캔터베리의 안드리안(Adrian of Canterbury)과 함께 전국을 순회하며 교육활동을 펼쳤다. 이들의 교육활동은 영국의 교육수준을 1세기 정도 앞당긴 것으로 평가받고 있다. 이에 대하여 가경자 비드는 자신의 저서에서 다음과 같이 쓰고 있다.
| “ | 이 두 사람은 종교적 문헌과 세족적 문헌에 모두 풍부한 학식을 갖추고 있었기 때문에 그들에게서 흘러나오는 귀중한 지식의 물줄기는 주위에 모여든 수많은 제자들의 가슴으로 흘러들어갔다. 결국, 그들은 수많은 종교 서적으로 학생들에게 운율법, 천문학, 교회 산수를 교육했다. 오늘날까지 그 제자 중의 몇 명이 살아 있어서 이를 입증하고 있다. 그들은 라틴어와 그리스어를 모국어만큼 잘 알고 있었다. | ” |

위와 같은 순회교육방식은 초기에는 적합한 것이었지만, 학교가 여기저기 설립되면서 그 필요성이 감소하게 되었다. 8세기에 이르러 주교는 자신의 관구를 순회하며 교회를 감독하게 되었기 때문에 교육에 관련된 업무들을 성당에 상주하는 공회 회원에게 위임하기 시작했다. 성가학교에 대한 업무는 성가자[cantor]라는 교회간부가 담당했고, 문법학교의 사무는 수석교원[scholastics, magisters, scholarum, archischola]이 담당하였다. 이 문법학교의 교장[school master]은 해당 교구의 법률 전문가이기도 했으며, 점차 시간이 지나면서 법률사[chancellor]라 불렸다.
중세 전기의 초중등학교와 고등교육기관 간에는 교육내용에서의 명백한 차이가 나타나지 않았다. 교육과정의 기초는 마르티아누스 카펠라(Martianus Capella), 카시오도루스(Cassiodorus), 이시도레(Isidore of Seville)에 의해 백과사전식으로 편찬된 7자유교과에 법률학과 신학을 곁들인 것이었다. 특히, 알퀸이 쓴 「요크 교회의 주교와 성자(The Bishops and Saints of the Church of York)」라는 시(時)에는 8세기 중엽 자신의 스승이었던 알베르트(Adalbert of Egmond)가 교육한 내용이 나타난다. 알베르트는 요크 대성당 부설학교의 교원이었는데, 그가 교육한 내용들은 당시 가장 훌륭한 수준의 것이었다. 아래는 알퀸의 「요크 교회의 주교와 성자」라는 시의 일부이다.
| “ | 경건과 지혜가 넘치는 분이시며 교사이면서 사제이신 그분은 에그베르트 주교(Eadberht of Northumbria)님의 동료로 오셨다네. 주교님으로 말미암아 그분은 요크시 성직의 향도자이며 학교의 스승이 되셨다네. 거기서 그분은 수많은 학문의 물줄기와 온갖 교과의 이슬로 목마른 가슴을 적셔 주셨다네. 어떤 자에게는 문법의 기술을 나누어 주시며, 또 어떤 자에게는 수사학의 강물을 쏟아 주셨다네. 어떤 자는 법률의 숫돌에 갈아 날카롭게 벼리셨으며, 어떤 자에게는 함께 뮤즈의 노래를 부르도록 가르치셨으며, 또 어떤 자는 카스탈리아의 피리를 불고 하프로 파르나수스의 언덕을 달리게 하셨다네. 또 어떤자에게는 하늘의 조화를 가르쳐 주셨다네. 해와 달의 고된 발걸음, 하늘의 다섯 띠, 일곱 행성, 붙박이 별의 법칙이며 그 뜨고 지는 것, 공기의 움직임, 바다와 육지의 진동, 사람과 가축과 새와 들짐승들의 본성, 여러 가지 수와 온 갖 기하 모양을 그분은 가르치셨다네. 부활절은 틀림없이 온다는 것을 그분은 보장하셨다네. 무엇보다도 그분은 성서의 신비를 드러내시고 단순한 옛날 법칙의 깊은 의미를 파해져 보여 주셨다네. | ” |

알퀸의 시에 나타난 당시의 주요 교과목은 자유학과와 성경학습이다. 자유학과는 삼학(三學, trivium)이라 불리는 문법, 수사학, 논리학(dialectic)으로 시작되었다. 알퀸의 시에 논리학에 대한 내용이 언급되어 있지 않지만 요크대성당 부설학교의 도서관에는 매우 오래전부터 아리스토텔레스의 저작을 보유하고 있었다. 삼학을 학습하고 난 이후에는 사과(四科, quadrivium)를 교육받았다. 사과의 첫째 과목은 음악으로, 당시에는 법학과 연계되어 있었다. 다음 과목은 천문학으로, 이 과목은 이시도레의 《기원》에 기술되어 있는 천문학과 유사하였다. 또 다른 과목은 기하학으로서, 기하학적 문양뿐만 아니라 지리학적 사실을 포함하고 있다. 사과의 마지막 과목은 대수학이었는데, 이 학문은 부활절 날짜 계산이나 달력의 계산 같은 요소에 대한 학문이었다. 사과까지 학습한 후에는 그 어떤 교과보다도 중요한 과목으로 여겨졌던 성서를 배웠다. 그러나 당시 성서 교육의 비중이 가장 컸지만, 그 교과의 수준은 중등 수준에 머물러 신학의 수준까지 발전되지는 않았다.

## 세속권력에 의한 교육진흥

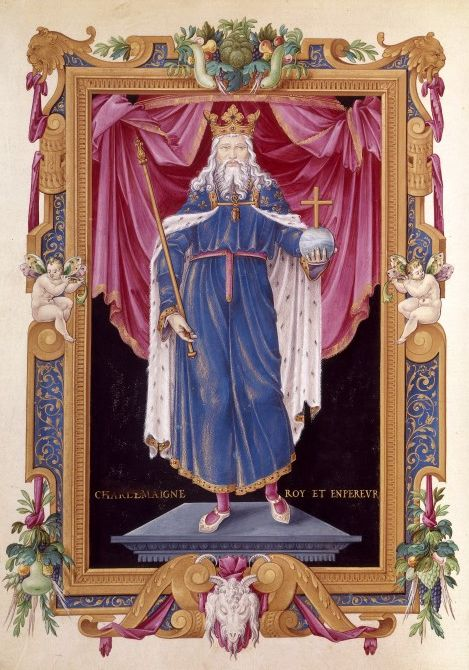
카롤루스 대제 카롤루스 대제는 중세기의 침체된 문화를 부흥시켰으며, 후대 문예사조에도 막대한 영향을 미치었다.

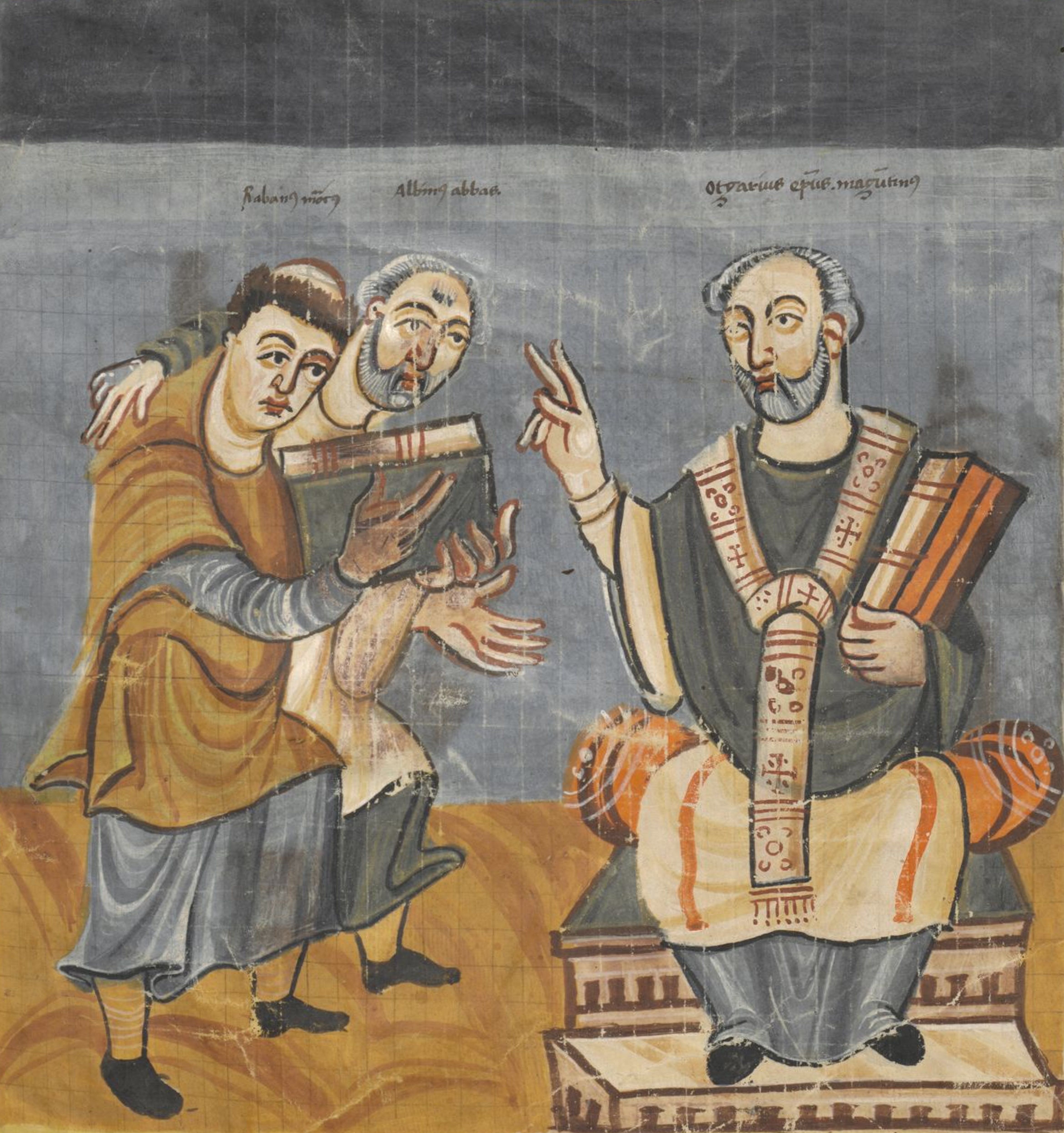
알퀸 알퀸은 카롤루스 대제를 보좌하여 중세 전기 교육의 기틀을 완성하였으며, 그의 교육적 업적은 중세 후기 대학의 설립과 근대에까지 영향을 주었다.

중세 전기의 암흑적 문화를 구제한 역할을 한 주체로서 교회 다음으로 큰 비중을 차지한 주체는 세속 세계의 국왕이었다. 이 시기의 국왕들은 제정 로마의 영향을 받아 국왕 개인은 교육에 관심을 갖지 않고 있었을 지라도 교육에 많은 지원 사업을 벌였다. 동고트 왕국(아우스트라시아)의 초대왕인 테우데리히 1세는 6세기 초에 카시오도루스의 보좌를 받으며 이탈리아를 통치했다. 테우데리히 1세는 공공학교[public school]를 장려하고 자신의 손자를 그러한 학교에 입학시키기도 하였다. 6세기 말경 갈리아 지방을 통치한 메로빙거 왕조의 왕 힐페리히 1세는 왕국 내의 모든 도시[municipality]에 칙서를 보내어 시 당국의 관할 지역 내의 아동이 라틴어 문자와 그리스어 문자를 읽을 수 있게 하라고 지시하였다.
이스트앵글리아 왕국의 국왕 지게베르트 3세는 갈리아 지방에서 경험한 것을 바탕으로 영국에 학교를 세우려 하였는데, 그가 모델로 삼은 학교는 힐페리히 1세가 세운 학교들이었다. 메로빙거 왕조를 계승한 카롤링거 왕조 또한 이전 왕조 못지 않게 교육에 많은 관심을 기울였다. 카롤루스 대제의 부왕(父王)인 피핀 3세는 잉글랜드 서부지역의 선교사 성 보니파크(Saint Boniface)의 교회 개혁 활동을 지원하였다. 이로 인해 영국 지역의 학문이 부흥되었고 수많은 선교사와 학자들이 영국과 아일랜드로 이주하게 되었다. 또한 피핀 3세는 메로빙거 왕조 때 설립된 궁정학교[palace school]을 발전시킴으로써 귀족 계급에게 학문을 전파하였다.
중세 전기 교육과 학문에 대한 세속권력의 후원자 중 가장 큰 업적을 가지고 있으며 후대에도 막대한 영향을 미친 자는 카롤루스 대제였다. 카롤루스 대제는 프랑크 왕국의 국왕들 중에서 교육의 의미를 가장 명확하게 인지하고 있었으며, 광대한 왕국 전체에 교육 진흥을 일으키기 위하여 체계적인 노력을 기울였다. 카롤루스 대제는 그 자신이 굉장한 지력을 갖고 있었고 대외 정세가 긴장한 가운데도 라틴어와 그리스어, 천문학과 대수학 등의 학문을 공부하였다.
카롤루스 대제는 당시 세계 각국의 저명한 학자를 초빙하여 학문을 진흥하려 하였다. 카롤루스 대제의 교육사업에 가장 먼저 도움을 준 학자들은 페테루스[Peter of Pisa]와 베네딕도회의 수도사 파울로스 디아코누스[Paul the Deacon]였다. 이 두 학자 모두 이탈리아인이었는데, 각각 문학과 역사학의 전문가였다. 카롤루스 대제는 이 둘의 도움을 받아 당시 만연해 있던 성서와 기도서의 오류를 바로잡는 사업을 실시했다. 782년 파울로스 디아코누스의 교정을 거친 설교집이 전국 교회에 배포되게 되었는데, 이 설교집의 서문은 카롤루스 대제가 직접 쓴 것이다. 그 서문은 아래와 같다.
| “ | 비록 우리가 교회의 여견을 개선하기를 간절히 바라고 있지만, 우리는 또한 열성을 다하여, 우리 조상의 돌보지 않아 거의 절멸된 사장학습을 되살려 내는 임무를 스스로 떠맡고자 한다. 우리는 모든 백성에게, 그들의 능력이 미치는 한도 내에서, 자유학과를 연마할 것을 명령하며, 우리 스스로가 그 모범을 보이고자 한다. | ” |

카롤루스 대제의 위와 같은 호소는 교육을 진흥하려는 그의 첫 정책이며, 이후의 교육정책의 초석이 되었다. 카롤루스 대제는 일반대중의 교사가 될 성직자들의 학술수준을 제고하여 향후 국민 전체의 교육 수준을 높이고자 했던 것이다.
피사의 페네루스와 파울로스 디아코누스 다음으로 카롤루스 대제의 교육사업을 도운 학자는 알퀸이었다. 알퀸은 궁정학교의 교원이자 총장이었으며, 782년에서 796년까지 프랑크 왕국의 교육부서의 장관을 역임하기도 하였다. 알퀸은 프랑크 민족은 아니었지만, 프랑크 민족과 유사한 혈통을 지니고 있었으며, 카롤루스 대제에게 초빙될 때 당시 학문수준이 가장 높았던 영국의 학문들을 유입시켰다. 알퀸은 요크대성당 부설학교 출신으로서, 당시 유럽에서 가장 수준이 높은 교육을 받았다. 이 학교에서 알퀸은 수석을 차지했고 그의 스승인 알베르트(Adalbert of Egmond)가 요크대성당의 대주교가 되자 알퀸은 부제가 되었다. 부제가 되고 얼마 지나지 않아 요크대성당 부설학교의 총장이 되었다.
카롤루스 대제를 보좌하는 알퀸이 담당한 사무는 여러가지가 있었다. 그 임무중 가장 대표적인 것은 궁정학교의 운영이었다. 알퀸은 요크에서 함께 온 3인의 제자와 함께 궁정학교를 운영해 나갔다. 알퀸은 궁정학교에서 카롤루스 대제와 왕족들 뿐만 아니라 카롤루스 대제가 장래에 국가기관이나 교회기관의 요직을 내정해 둔 청년 귀족들을 교육하였다. 알퀸의 편지와 그가 편찬한 교과서들을 종합해 볼 때, 이 궁정학교의 교육과정은 요크대성당 부설학교의 것과 거의 일치했음을 알 수 있다.
| “ | 아! 영원히 폐하와 함께, 피에리아의 시를 즐기며, 영롱한 수의 모양을 연구하며, 옛날 교부들의 놀라운 말씀에 귀를 기울이며, 우리의 영원한 구원에 대한 거룩한 명령을 풀이하며 살 수 있었으면 합니다. | ” |

알퀸이 궁정학교에서 사용한 교수법은 다양하였다. 어린 학생을 대상으로 교육할 때는 추상적이고 가상적인 질문과 그에 대한 답변을 암기하도록 하는 교수법을 사용했다. 카롤루스 대제와 같이 어느 성도 성장한 학생에게는 학생 주도의 토론을 이용하는 교수법을 이용하였다. 이 방식은 학생이 신학이나 법학 분야에 대하여 궁금한 사항을 먼저 교원에게 질의하고 교원이 이전 시기의 고명한 인사의 저술이나 발언을 인용하여 대답하는 것이었다.
알퀸은 궁정학교 운영 이외에도 카롤루스 대제가 교육진흥정책을 계획하는 것을 보좌하였다. 카롤루스 대제가 교육진흥에 대한 뜻을 밝힌 교서 대부분에는 알퀸의 영향이 나타나 보인다. 이러한 교서 중 최초의 것은 787년 경에 전국의 대주교·주교·수도원장에게 보낸 것이다. 이 교서에서 카롤루스 대제는 각 교회기관에서 자신에게 보낸 편지의 내용과 형식이 형편없다는 점을 이야기하며 성직자들이 성서를 올바르게 이해하기 위해서라도 학문 공부에 열중한 것을 부탁하고 있다. 이 교서의 내용 중 일부는 아래와 같다.
| “ | 짐은 그대를이 문법 공부를 게을리하지 않을 것은 물론이요, 그 이상으로, 인내와 겸손으로 그 공부에 전념하여 성서의 오묘한 진리에 언제나 쉽게 파고 들 수 있기를 권고하노라. 성서에는 비유가 많이 들어있기 때문에, 그것을 읽는 사람은 학문을 배울수록 그 영성적 의미에 쉽게 다다를 것임은 의심알 여지가 없도다. 그러므로 이 일을 위하여, 배울 능력과 의지가 있으면서 동시에 다른 사람을 가르칠 열의가 있는 자들을 선발하도록 하라. | ” |

이 교서에 뒤이어 비슷한 요지의 교지가 여러차례 반포된 바 있다. 789년에는 교회기관의 말단직인 사제와 수도사들에게 교지가 내려졌다. 수도사에게 보낸 편지의 내용은 모든 수도원(abbey and monastery)에 부설학교를 설립해 소년들에게 노래, 산수, 문법을 교육하라는 것이었다. 사제들에게 내려진 교서의 내용은 앵글로색슨 교회의 관례에 따라 성직자는 반드시 교육을 받아야한다는 것이었다. 카롤루스 대제는 이러한 교서들을 반포하지 않았다. 직접 로마에 방문하여 석좌교원을 모집해왔으며, 시학관[missi dominici]들을 임명해 전국각지에 파견함으로써 그가 내린 명령이 충실히 이행되고 있는지 감독하게 하였다.
알퀸은 796년 당시 프랑크 왕국에서 가장 큰 수도원인 투르 성 마틴 대수도원(Martin of Tours)장이 되었다. 이 곳에서 알퀸은 수도원 중심의 교육을 완성하기 위하여 여생을 바쳤다. 알퀸이 정계에서 은퇴한 후 교육행정 업무는 오를레앙 주교 출신인 테오덜프(Theodulf of Orléans)가, 궁정학교 총장은 클레멘스(Clement of Ireland)라는 아일랜드 출신의 학자가 승계했다. 카롤루스 대제의 교육정책은 알퀸이 은퇴 한 이후 더욱 확대되었다. 알퀸의 영향하의 카롤루스 대제의 교육정책의 대상이 사제와 수도사들에게 국한되어 있었던 것에 비해, 알퀸의 은퇴후엔 일반 대중의 교육에 관심을 갖기 시작했던 것이다. 다음과 같은 802년 카롤루스 대제의 교서를 보면 그러한 경향을 알 수 있다.
| “ | 누구나 그 아들을 학교에 보내어 문법을 공부하도록 하여야 하며, 아이는 학문이 충분히 성취될 때까지 학교에서 열성을 다하여 공부하여야 한다. | ” |

카롤루스 대제의 교육적 이상은 당대 정치사회적 상황으로 인해 실현되지는 못했지만, 후대의 교육활동에 자극제고 작용했다. 825년 로타르 1세는 칙령을 반포하여 이탈리아 9개 도시에 학교를 세우게 하였다. 로타르 1세는 그 칙령에서 이탈리아에서의 학문이 선대 군주들의 부주의와 태만으로 인해 절멸될 위기에 놓여있다고 여겼다. 829년 갈리아 지방 사제단은 루트비히 1세에게 다음과 같은 탄원서를 보낸 바 있다.
| “ | 우리는 전하에게 진지하고 공손하게 청원하오니, 부왕의 모범을 따라 전하의 영토 내에 세 군데 적당한 곳을 골라 공공의 학교를 세우도록 하셔서, 부왕과 전하의 노고가 허사로 끝나지 않게 하시고 하나님의 신성한 교회에 큰 혜택과 영광이 넘치게 하시며 전하의 이름이 만대에 길이 빛나게 하시기를 바랍니다. | ” |

제국의 내우외환 속에서도 카롤루스 대제가 창시한 교육적 이상은 그의 아들 루트비히 1세와 루트비히 1세의 아들이자 카롤루스 대제의 손자인 카를 2세에게도 계속 이어졌다. 카를 2세는 조부 카롤루스 대제에 필적할 교육적 업적을 남기었다. 당대의 학자는 카를 2세를 아래와 같이 평가하고 있다.
| “ | 거의 아일랜드의 학계 전체가 험한 바다의 위험도 아랑곳 하지 않고 자발적인 망명의 길에 올라 솔로몬의 지혜를 가지신 분의 소원을 성취시키려고 모여들었다. | ” |

카를 2세는 스콜라 철학의 기초를 완성한 아일랜드 출신의 학자 요하네스 에리우게나(Johannes Scotus Eriugena)를 궁정학교의 수석교원으로 초빙하였다. 에리우게나는 궁정학교 이외의 어느 곳에서도 용납되기 어려운 솔직한 언행을 통한 교육활동을 펼쳤다.

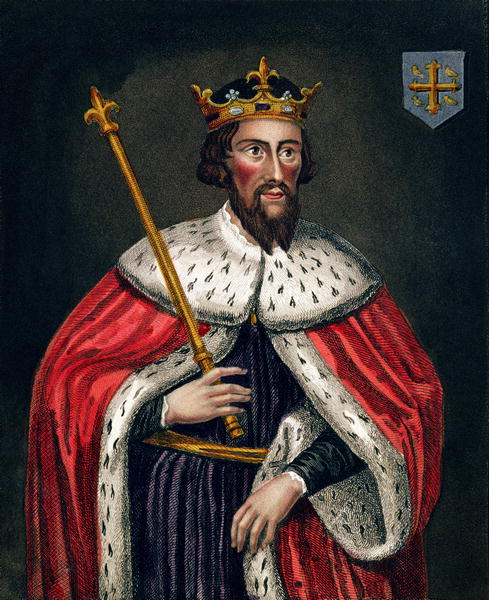
앨프레드 대왕 앨프레드 대왕은 카롤루스 대제와 알퀸의 교육정책을 본받아 영국의 교육을 진흥하고 학문활동을 부활시키었다.

한편, 카롤루스 대제가 9세기 영국 교육에 미친 영향은 실로 대단한 것이었다. 9세기 초 영국의 머시아 왕국의 국왕 오파(Offa)는 알퀸에게 편지를 보내어 그의 제자 중 1인을 교육 장관으로 추천해 보내줄 것을 애원하였다. 알퀸은 이에 화답하며 왕의 그러한 열정은 여러 곳에 꺼져버린 학문의 불빛을 그 오아국 곳곳에 밝게 비출 것이란 찬사를 보내었다. 9세기 말 앨프레드 대왕 시기에 이르러서는 카롤루스 대제가 직위했던 직후 상황과 유사한 정세가 펼쳐졌다. 앨프레드 대왕은 이러한 정세를 카롤루스 대제의 정책을 본 받아 대처해 나갔다. 앨프레드 대왕이 즉위한 직후였던 데인인의 침략을 받은 영국에서는 머시아 지역을 제외한 다른 지역에서 학문이 궤멸되었다. 이러한 상황에 대해 다음과 같이 쓰고 있다.
| “ | 영국의 학문은 전반적으로 심히 쇠퇴하여 험버강 이쪽 땅에는 영어로 된 기도서를 이해하거나 라틴어 편지를 영어로 번역할 수 있는 사람이 매우 드물었으며, 모르긴 해도 험버강 저쪽 땅에도 그런 사람들이 별로 많지 않을 듯 하다. | ” |

앨프레드 대왕은 카롤루스 대제의 교서들을 영어로 번역하고, 카롤루스 대제의 경우와 같이 일차적으로 교회의 교육 체계를 복원하기 시작했다. 아세르라는 당시 사제이자 전기작가가 쓴 아세르(Asser)가 쓴 《앨프레드 대왕의 생애에 대하여(Alfred's Life)》에 의하면, 앨프레드 대왕은 자신의 수입의 8분의 1을 궁정학교에 기부하고 귀족출신과 평민·농노출신 중에서 우수한 자를 선발하여 궁정학교에 입학시켰다. 그러나 앨프레드 대왕의 궁극적 목적인 전국민의 교육 수준을 높이는 데 있었다. 이에 대해 앨프레드 대왕은 다음과 같이 이야기 하고 있다.
| “ | 자유민으로 태어난 영국의 젊은이로서 공부에 전념할 수 있을 정도로 넉넉한 사람이면 누구나, 그 연령이나 재능으로 보아 특별히 다른 일을 할 수 없는 한, 영어를 잘 읽을 수 있게 될 때까지 공부에 전념해야 하며, 그 후 공부를 계속하여 높은 지위에 오르고자 하는 사람은 라틴어를 배우도록 하여아 한다. | ” |

그러한 목적을 이룰 수 있도록 앨프레드 대왕은 당대 가장 저명한 라틴어 서적들을 영어로 번역하였다. 이들 번역서는 교황 그레고리오 1세의 《목회론(Pastoral Care)》, 보이티우스의 《철학의 위안》, 오로시우스(Orosius)의 《세계보편사(Historiae Adversum Paganos; Universal History of the World)》, 가경자 비드의 《교회사(Historia ecclesiastica gentis Anglorum)》 등으로, 그 번역 수준이 매우 훌룽한 것으로 여겨지고 있다. 이러한 앨프레드 대왕의 노력은 영국 교육에 새로운 활기를 불어넣은 점, 200년 후 영국에서의 대학 발흥의 기초를 마련했다는 의미를 가진다.

## 참고 문헌
- 《교육학적 사유를 여는 교육의 철학과 역사》 : 정영근 외 3인 저, 문음사, 1999
- 《교육학적 사유를 여는 교육의 철학과 역사(증보개정판)》 : 정영근 외 3인 저, 문음사, 2010
- 《교육사개설》 : P. 몬로 저, 교육과학사, 1994
- 《서양교육사》 : 윌리엄 보이드 저, 교육과학사, 1994
- 《서양교육사 연구》 : 성기산 저, 문음사, 1993
- 《중세의 지식인들》 : 자크 르 코프 저, 최애리 역, 동문선, 1999